# Неметон
Неметон — в мифологии ирландских кельтов священная роща, где кельтские волхвы, жрецы-друиды поклонялись духам леса. Около деревьев-великанов друиды совершали свои ритуалы поклонения и жертвоприношения. Деревья, чьи корни уходили глубоко в землю, а ветви касались небес, по верованиям кельтов (подобно галльской мифологии), были проводниками между мирами богов и мёртвых. Деревья считались воплощением Древа Жизни, таким образом становясь символом плодородия. А отражение смены сезонов на деревьях считалось подтверждением кельтской философии вечного возрождения и обновления. 